# Gieboldehausen
Gieboldehausen là một đô thị thuộc huyện Göttingen, trong bang Niedersachsen, Đức. Đô thị này có diện tích 19,86 km². Đô thị này nằm bên sông Rhume, cự ly khoảng 25 km về phía đông bắc của Göttingen, và 15 km về phía nam của Osterode am Harz. Đô thị này thuộc Eichsfeld.
Gieboldehausen là thủ phủ của Samtgemeinde ("đô thị tập thể") Gieboldehausen.